# 大眼若鰺
大眼若鰺（學名：Carangoides humerosus），俗名為甘仔魚，為輻鰭魚綱鱸形目鱸亞目鰺科的其中一個種。

## 命名及分類
大眼若鰺首先由澳大利亞魚類學家Allan Riverstone McCulloch在1915年根據澳大利亞昆士蘭州Bustard Head的標本進行科學描述。他將這種物種命名為Caranx humerosus，具體的字面意思是「有肩膀」，指的是物種突出的深色肩膀。該物種後來轉移到Carangoides屬，在那裡它仍然有效命名。

## 分布
本魚東印度洋區，包括印尼、澳洲西北部及巴布亞紐幾內亞海域，深度可達50公尺。

## 特徵
本魚是本屬體型最小的一種，體呈卵形且側扁，背部比腹部更突出，吻鈍，上下頷具有絨毛狀齒，側線向前適度彎曲，曲線上有62到72個鱗片，而直線部分有24到32個盾形鱗片，具2個背鰭，背鰭硬棘8枚；背鰭軟條20-22枚；臀鰭硬棘2枚；臀鰭軟條17-19枚，體上部暗綠色，腹面銀色，成魚和稚魚通常有五、六個黑暗寬橫桿。肩部通常有一大的黑斑，鰓蓋和胸鰭腋上有較小的黑斑，體長可達25公分。

## 生態及經濟利用
本魚棲息在沿岸大陸棚，屬肉食性，以甲殼類、頭足類及小魚為食，生活習性不明。通常被捕蝦的拖網捕獲，大多被丟棄，不具經濟價值。